# Station Huis ter Heide
Het voormalige station Huis ter Heide ligt aan het tracé van de oude spoorlijn Bilthoven - Zeist in de Nederlandse provincie Utrecht, in het dorp Huis ter Heide. Het stationsgebouw, verbouwd in 1902 van een dienstwoning tot station en tevens sigarenwinkeltje, ligt aan de Amersfoortseweg (thans nr. 10F). Het station werd in 1941 gesloten, bij de tijdelijke opheffing van de lijn. Na de Tweede Wereldoorlog werd de lijn weer in gebruik genomen, maar alleen voor goederenvervoer.
Van 1943 tot 2015 diende het oude stationsgebouw als huisvesting voor café-restaurant Spitfire. Lange tijd was dit een belangrijke ontmoetingsplaats voor in Huis ter Heide gelegerde Amerikaanse militairen. Van de oude spoorlijn is op de locatie van het station niets meer terug te vinden.
In 2019 werd het stationsgebouw verkocht en werd begonnen met een restauratie.
Op 14 juli 2020 werd er naast het stationgebouw, op een stuk spoor van 17 meter lengte, een Sik geplaatst met het nummer 329.